# Ammalo metapyrrha
Ammalo metapyrrha là một loài bướm đêm thuộc phân họ Arctiinae, họ Erebidae.